# Kostel Nanebevzetí Panny Marie (Jankovice)
Kostel Nanebevzetí Panny Marie je římskokatolický farní kostel v Jankovicích. Je chráněn jako kulturní památka České republiky.

## Historie
Kostel byl vystavěn v letech 1839–1841 podle projektu Ferdinanda Rose v empírovém stylu. Na 22 m vysoké věží je umístěn kříž vysoký 1,8 m, vážící 80 kg. Zvon zasvěcený Františku z Pauly ulil olomoucký zvonař Volfgang Adam Straub v roce 1840. Oltářní obraz Nanebevzetí Panny Marie od vídeňského malíře Hanse Zatzky z roku 1886, obraz sv. Josefa na bočním oltáři od stejného autora.[zdroj?]
Kostel má obdélníkový půdorys s odsazeným presbytářem, sakristií a čtyřbokou sakristií a věží. Střecha je sedlová. Hudební kruchta má rovný podhled, který podepírají dva válcové pilíře. 